# آبراه ویشنی ولوچیوک
آبراه ویشنی ولوچیوک (روسی: Вышневолоцкая водная система) آبراهی است که حوضه‌های دریای بالتیک و خزر، یا به‌طور خاص‌تر، رودخانه مستا و رودخانه تورتسا را در اطراف شهر ویشنی ولوچیوک از استان تور، روسیه به هم متصل می‌کند. این آبراه در دهه ۱۷۰۰ ساخته شد و به اولین آبراهی تبدیل شد که حوضه‌های این دو دریا را به هم متصل کرد. این آبراه هنوز در حال بهره‌برداری است، اگرچه توسط آبراه ولگا-بالتیک جایگزین شد و نمی‌تواند کشتی‌های بزرگ را بپذیرد. آبراه ویشنی ولوچیوک یکی از سه سیستم کانالی است که نوا و ولگا را به هم متصل می‌کند، دو مورد دیگر آبراه ولگا-بالتیک و سیستم آبی تیخوینسکایا هستند.

## تاریخچه

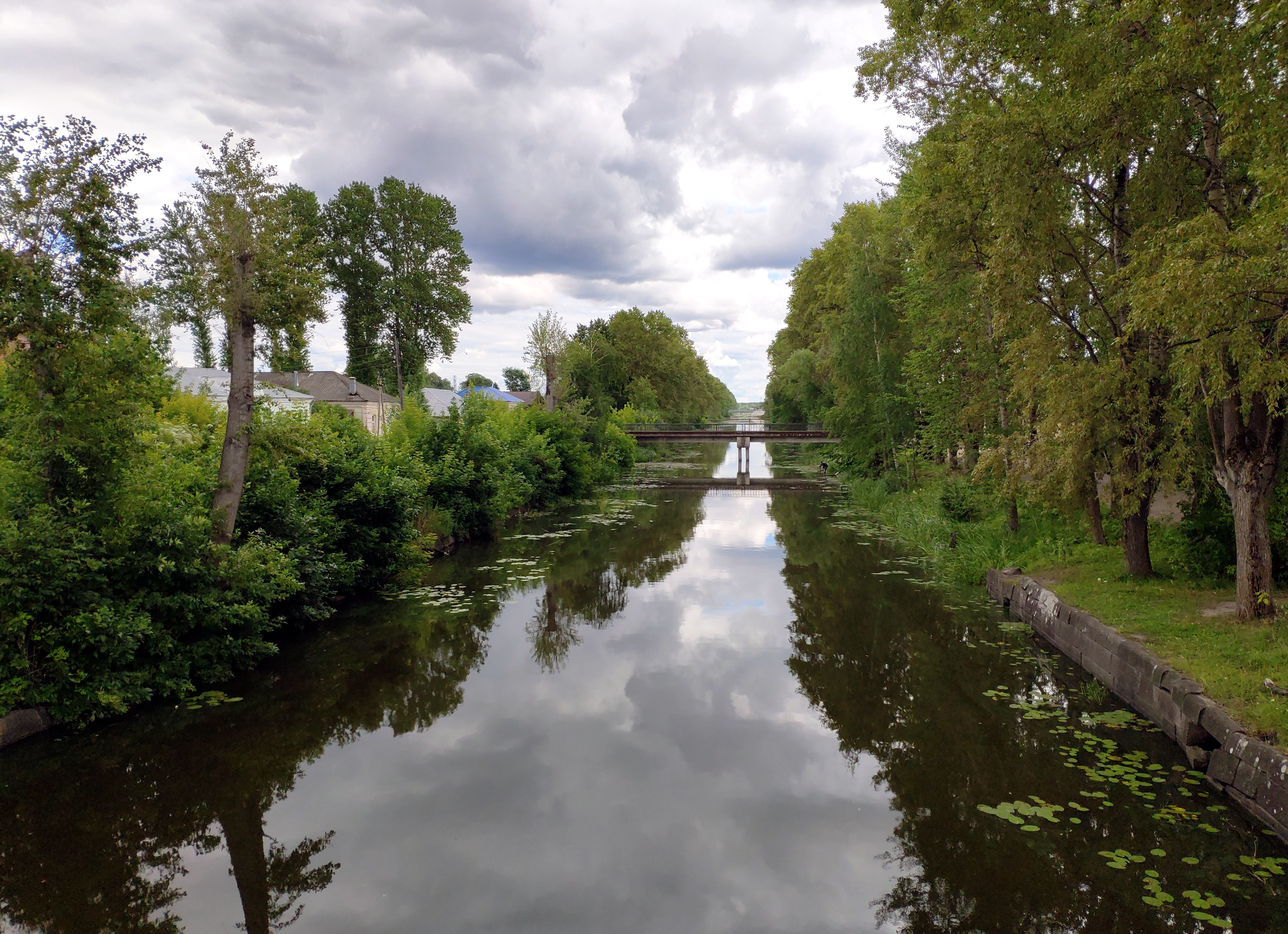
کانال تورتسکی در نزدیکی مخزن ویشنی ولوچیوک

همان‌طور که از تعداد زیاد مکان‌های باستانی موجود در این منطقه پیداست، آبراهی که از دریاچه ایلمن در بالادست رودخانه‌های مستا و تسنا سرچشمه می‌گیرد و به دنبال آن به رودخانه تورتسا و در پایین‌دست رودخانه ولگا می‌رسد، از قرون وسطی وجود داشته است. نام ویشنی ولوچیوک از روسی: волок گرفته شده است که به معنی حمل و نقل است. در ۱۲ ژانویه ۱۷۰۳، تزار روسیه ، پتر کبیر، فرمانی را امضا کرد که دستور ساخت کانالی به جای حمل و نقل را می‌داد. شاهزاده ماتوی گاگارین به عنوان سرپرست ساخت و ساز منصوب شد و آدریان هوتر، یک مهندس آب هلندی از آمستردام، برای انجام ساخت و ساز استخدام شد. این آبراه در سال ۱۷۰۶ افتتاح شد و به اولین آبراهی تبدیل شد که حوضه‌های نوا و ولگا را به هم متصل می‌کرد. این کانال که به کانال گاگارین و بعدها به کانال تورتسکی معروف شد، ۲٬۸۱۱ متر (۹٬۲۲۲ فوت) طول داشت. طول و ۱۵ متر (۴۹ فوت) عمق. با این حال، پروژه ساخت و ساز شامل تعدادی اشتباه بود و در نتیجه کانال دچار پوسیدگی شد و در مقطعی ناوبری غیرممکن شد.
در سال ۱۷۱۹، میخائیل سردیوکوف داوطلب بازسازی کانال شد و در ۲۶ ژوئن ۱۷۱۹ کانال تحت نظارت او منتقل شد. سردیوکوف مخزن ویشنی ولوچیوک را ساخت که دو خروجی دارد، یکی به دریاچه مستینو و در نهایت به مستا، و دیگری به تورتسا. او همچنین کانال‌ها و آب‌بندها را به‌طور کامل بازسازی کرد. در سال ۱۷۷۴، کانال و مناطق اطراف آن توسط دولت از وراث سردیوکوف خریداری شد.
در طول قرن هجدهم، تعدادی سد بر روی شاخه‌های رودخانه‌های مستا و تورتسا ساخته شد تا سطح آب مورد نیاز برای کشتیرانی حفظ شود. در سال ۱۷۷۳، یاکوب سیورز، که در آن زمان فرماندار استان نووگورود بود، به عنوان سرپرست این آبراه منصوب شد. سیورز بازسازی سیستم را انجام داد و دو مخزن آب کوچک اضافه کرد. در سال ۱۷۹۷، یک بازسازی دیگر نیز انجام شد. این امر منجر به افزایش چشمگیر ترافیک شد. در حالی که در دهه ۱۷۶۰، سالانه تا ۴۰۰۰ کشتی از کانال استفاده می‌کردند، پس از سال ۱۷۷۵ این میزان به ۵۵۰۰۰ کشتی در سال افزایش یافت. سنگین‌ترین ترافیک بین سال‌های ۱۸۱۴ تا ۱۸۴۹ بود و سپس به دلیل رقابت با سایر آبراه‌ها و راه‌آهن، شروع به کاهش کرد.
در سال ۱۷۷۸، آبراه ویشنی ولوچیوک به عنوان بخشی بین تور و کانال لادوگا تعریف شد. این آبراه به سه بخش تقسیم شد: یکی بین تور و دریاچه مستینو، یکی دیگر بین دریاچه مستینو و نووگورود، و سومی بین نووگورود و دهانه رودخانه ولخوف. دفتر مرکزی این سیستم در ویشنی ولوچیوک قرار داشت که تازه در سال ۱۷۷۰ به عنوان شهر شناخته شده بود.